# Jules Ingenbleek
Marie Julien Jules Jean François Ingenbleek (Bree, 12 april 1876 - Elsene, 14 september 1953) was een Belgisch liberaal politicus en hoger ambtenaar.

## Levensloop
Jules Ingenbleek was de tweede van zeven kinderen in het gezin van een schooldirecteur in Bree. Na zijn lagere studies in Bree, ging hij studeren aan het atheneum in Hasselt. Uiteindelijk onderbrak hij zijn studies omwille van financiële problemen bij zijn ouders. In augustus 1894 werd hij griffier bij de directie van de belastingen in Hasselt, in Leuven en in Antwerpen. Vervolgens werd hij klerk op de provinciale diensten van registratie en domeinen in Brussel.
In oktober 1900 trad hij in dienst bij Victor Godefroid, de secretaris van kroonprins Albert. Vanaf 1905 was hij betrokken bij de sociale en economische vorming van Albert en gaf hij Nederlandse les aan diens echtgenote Elisabeth. 
In 1901 vatte hij, na de werkuren, studies aan in de ULB. In 1902 trouwde hij met Hélène Vassart, dochter van een arts in Temse. Ze kregen drie kinderen. In 1907 werd hij licentiaat en in 1908 doctor in de politieke en administratieve wetenschappen. Zijn doctorale thesis over de hervorming van de belastingen werd bekroond door de Koninklijke Academie.
In 1909 werd Albert I koning der Belgen en benoemde hij Ingenbleek tot zijn privé-secretaris. Hierdoor werd hij ook betrokken bij het politieke gebeuren. Bij het uitbreken van de Eerste Wereldoorlog verzorgde hij de contacten tussen de koning en de regering. Samen met koningin Elisabeth overtuigde hij Albert in oktober 1914 om Antwerpen te verlaten en zich met het leger in de richting van Oostende terug te trekken. Gedurende bijna de volledige oorlog was Ingenbleek een vertrouwensman van de koning. In september 1916 vertrok hij naar Parijs om op verzoek van minister van Financiën Aloys Van de Vyvere een studie te maken over de hervorming van het belastingsysteem. In augustus 1917 werd hij echter naar De Panne teruggeroepen om de koning te informeren over de Vlaamse kwestie. Inzake de taalproblematiek verdedigde Ingenbleek voor de Franstaligen in Vlaanderen het recht op lager en middelbaar onderwijs in de eigen taal.
Na de oorlog werd hij in 1918 intendant van de Civiele Lijst en raadsheer op het Ministerie van Financiën. In 1924 werd hij benoemd tot beheerder van de koninklijke goederen, maar in 1928 nam hij ontslag wegens een meningsverschil met de koning.
Ingenbleek werd vervolgens politiek actief voor de Liberale Partij. In 1931 werd hij door deze partij gecoöpteerd in de Belgische Senaat, waar hij bleef zetelen tot aan zijn ontslag op 30 oktober 1935. 
Op 12 juni 1934 werd hij minister zonder portefeuille in de regering-De Broqueville V, belast om samen met Paul van Zeeland oplossingen te zoeken voor de financiële crisis. Het reddingsplan dat ze voorstelden bleek echter politiek niet haalbaar en op 7 november 1934 namen ze ontslag, enkele dagen later gevolgd door de volledige regering. In 1935 werd hij benoemd tot gouverneur van de provincie Oost-Vlaanderen, wat hij bleef tot in 1938. In 1938 werd hij vice-gouverneur van de Nationale Bank van België en bleef dit tot aan zijn pensioen in 1944.
Tijdens zijn laatste levensjaren werd Jules Ingenbleek blind. Niettemin bleef hij publiceren, onder meer over financiële en economische kwesties en enkele autobiografische werken.

## Publicaties
- Impôts directs et indirects sur le revenu (...), Brussel, 1908
- La justice dans l'impôt, Parijs, 1918
- L'angoissant problème du chômage, Brussel, 1935
- Temps passés, Temps nouveaux, Brussel, 1945
- L'angoissant problème du charbon, Brussel, 1946
- S'unir ou se détruire, Luik, 1950
- Sur le chemin du bonheur, Brussel, 1952